# Los Angeles Dodgers

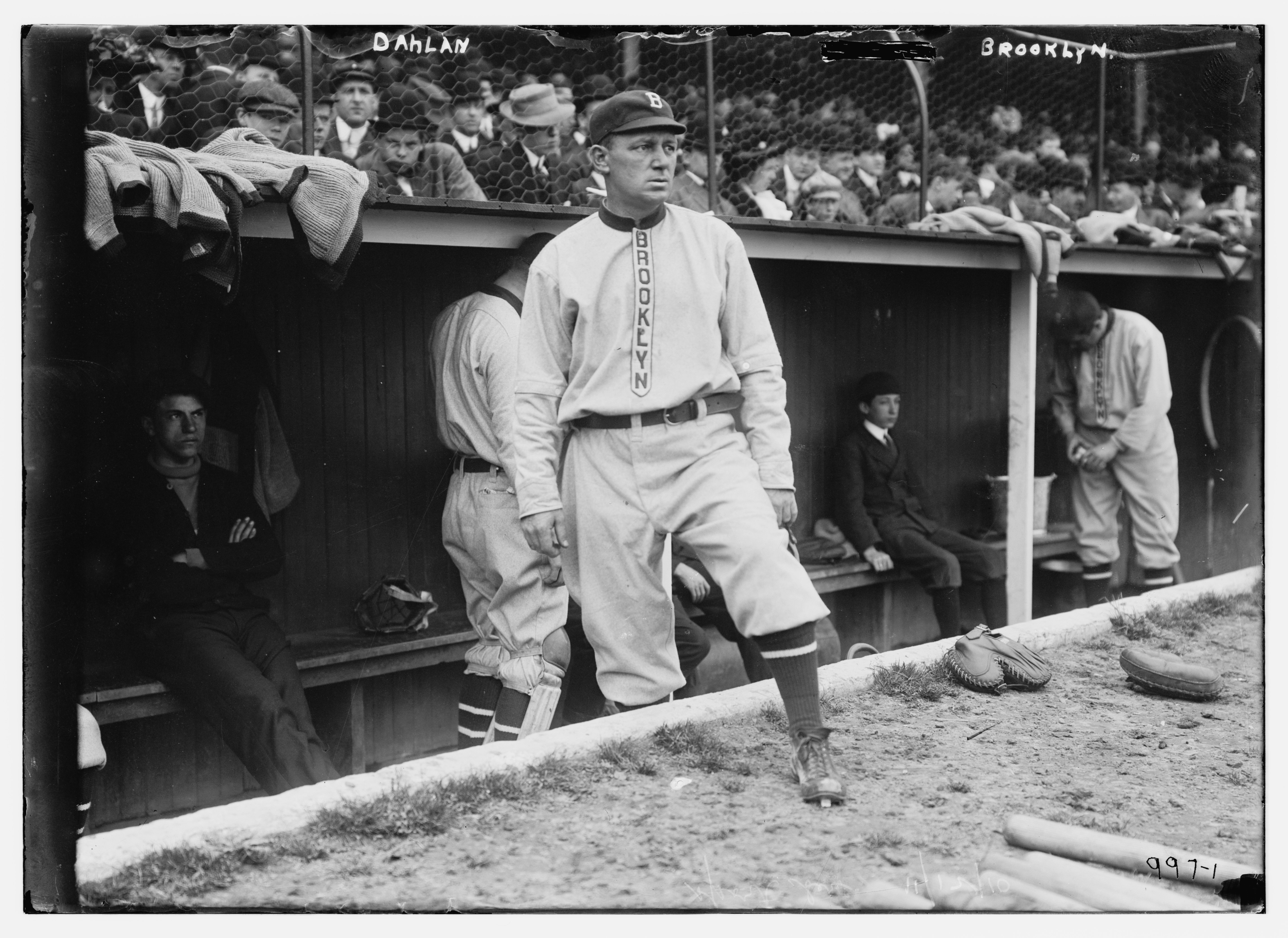
Hráč Los Angeles Dodgers Bill Dahlen v roce 1910

Los Angeles Dodgers je profesionální baseballový klub z Major League Baseball, patřící do západní divize National League. Klub byl založen v roce 1883 v Brooklynu, v roce 1958 se přestěhoval do Los Angeles.
Za svou historii nosil klub postupně následující názvy:
- Brooklyn Atlantics (1884)
- Brooklyn Grays (1885–1887)
- Brooklyn Bridegrooms (1888–1890, 1896–1898)
- Brooklyn Grooms (1891–1895)
- Brooklyn Superbas (1899–1910, 1913)
- Brooklyn Robins (1914–1931)
- Brooklyn Dodgers (1911–1912, 1932–1957)
- Los Angeles Dodgers (od roku 1958)

Za svou historii klub celkem jednadvacetkrát vyhrál National League, z toho sedmkrát i následující Světovou sérii:
- Vítězství ve Světové sérii: 1955, 1959, 1963, 1965, 1981, 1988, 2020 a 2024
- Ostatní vítězství v NL: 1890, 1899, 1900, 1916, 1920, 1941, 1947, 1949, 1952, 1953, 1956, 1966, 1974, 1977, 1978, 2017 a 2018

Klub vlastní Rupert Murdoch.